# نيكوس سالينكاروس
نيكوس انجيلوس سالينكاروس عالم رياضيات وناشر علوم ، معروف بسبب عمله عن نظرية التصميم الحضري، وعن نظرية العمارة، ونظرية التعقيد وفلسفة المشروع المعماري.